# بطولة العالم للشطرنج 1897
|                         |                                     |
| إيمانويل لاسكر          | ويليام شتاينيتز                     |
|                         |                                     |
| فائز ببطولة العالم 1894 | البطل السابق، تحداه في إعادة مباراة |
| 27 سنة                  | 60 سنة                              |

بطولة العالم للشطرنج بطولة العالم للشطرنج 1897 هي سادس بطولات العالم الرسمية في الشطرنج تنافس فيها بطل النسخة السابقة إيمانويل لاسكر مع متحديه البطل السابق ويليام شتاينيتز، ونظمت المقابلة لأول مـرة في موسكو من 6 نوفمبر 1896 حتى 14 جانفي 1897
تمكن لاسكـر من الدفاع عن لقبه بأريحية كبيرة وفاز بالمقابلة بعشر انتصارات خسارتين وخمس تعادلات.

## خلفية
قبل فوزه على شتاينيتز في بطولة العالم 1894 وعد لاسكر في حال فوزه أن تقام مباراة أخرى بينهما في نفس العام ولكن ذلك لم يحدث، وفي جانفي 1896 تمكن لاسكر من الفوز ببطولة بيترسبرغ واحدة من أقوى البطولات وحل شتاينيتز خلفه ثانيا وتلاهما شيغورين وبيلسبوري وكان هذا كافيا لينال شتاينيتز الحق في تحدي بطل العالم الذي قبل التحدي وضرب له موعدا في موسكو بنهاية العام، غير أنه في بطولة نورمبيرغ بذلك العام والتي فاز بها لاسكر؛ احتل شتاينيتز المركز السادس خلف كل من خلف كل من تاراش، بيلسبوري، شيغورين وبلاكبيرن  وكان هذا لا يبشر بالخير خاصة وأن بلغ العقد السادس من العمر.

## المقابلة والنتيجة
أول لاعب يفوز بعشر مباريات يكون بطل العالم.
|                 | 1 | 2 | 3 | 4 | 5 | 6 | 7 | 8 | 9 | 10 | 11 | 12 | 13 | 14 | 15 | 16 | 17 | الانتصارات | المجموع |
| --------------- | - | - | - | - | - | - | - | - | - | -- | -- | -- | -- | -- | -- | -- | -- | ---------- | ------- |
| ويليام شتاينيتز | 0 | 0 | 0 | 0 | = | 0 | = | = | = | 0  | 0  | 1  | 1  | 0  | =  | 0  | 0  | 2          | 4½      |
| إيمانويل لاسكر  | 1 | 1 | 1 | 1 | = | 1 | = | = | = | 1  | 1  | 0  | 0  | 1  | =  | 1  | 1  | 10         | 12½     |
تمكن لاسكر من الفوز بأريحية كبيرة والحفاظ على اللقب.
وبعد خسارته الكبيرة تدهورت صحة شتاينيتز الذهنية وأدخل مصحا عقليا في موسكو لمدة معينة، وعاود اللعب في بطولة لندن 1899 لكنه أداءه كان ضعيفا للغاية ولم يلبث أن ذهب الجنون بعقله وتوفي في 1900 فقيرا معدمـا، وأثرت نهايته كثيرا في لاسكر ولم يرغب أن تكون نهايته مماثلة لذلك انقطع عن لعب الشطرنج لفترة طويلة ولهذا لم تكن هناك بطولات عالم من 1897 حتى 1907. 

## روابط خارجية
- رابط لمباريات البطولة على موقع chessgames.com